# Diego Luis Molinari
Diego Luis Molinari (Buenos Aires, 30 de septiembre de 1889 - 4 de marzo de 1966) fue un abogado, político e historiador argentino. Autor de numerosas obras sobre historia de la época colonial, perteneció al movimiento revisionista. Iniciado políticamente en la Unión Cívica Radical, adhirió posteriormente al peronismo.

## Historiografía y radicalismo
Hijo de inmigrantes italianos, su padre era un comerciante de recursos modestos.
Egresado de la Facultad de Derecho dependiente de la Universidad de Buenos Aires, se dedicó desde muy joven a la historiografía. Sus primeros libros sobre historia trataban sobre el último período colonial español en América.
El libro que lo lanzó a la fama era una obra polémica desde su planteamiento inicial: La "representación de los hacendados" de Mariano Moreno. Su ninguna influencia en la vida económica del país y en los sucesos de mayo de 1810. En el mismo afirmaba que el otorgamiento del libre comercio al Virreinato del Río de la Plata otorgado en 1809 era una orden que se le había dado al virrey Baltasar Hidalgo de Cisneros junto con su designación para el cargo, y que el texto de Mariano Moreno no había sido la causa de esa medida. Por otro lado, hacía hincapié en la escasa - y ambigua - participación de Moreno en los hechos anteriores a la Revolución de Mayo y en los primeros días de la Primera Junta. El libro chocaba con los presupuestos de la historiografía argentina de la época, con lo cual quedó ubicado entre los opositores a los historiadores de inspiración clásica.
Se identificó primeramente con la Nueva Escuela Histórica y en 1914 se unió al Instituto de Investigaciones Históricas, creado dentro de la Universidad de Buenos Aires por Emilio Ravignani. Posteriormente se identificaría con la corriente revisionista. Con el paso del tiempo, se enfrentaría duramente en sucesivas polémicas con Ricardo Levene.
Afiliado al radicalismo desde su juventud, participó en la organización del mismo en la Capital Federal. El presidente Hipólito Yrigoyen lo nombró presidente del Departamento Nacional de Trabajo, lejano antecedente del Ministerio de Trabajo actual, y luego subsecretario de Relaciones Exteriores. También lo envió en distintas misiones especiales a países latinoamericanos.
Tras el final del primer gobierno de Yrigoyen, se dedicó a la enseñanza universitaria: primero en la Facultad de Derecho de la Universidad de La Plata, y luego en la de Filosofía y Letras de Buenos Aires.
En 1924 fue elegido diputado nacional, período durante el cual enfrentó a la disidencia de la Unión Cívica Radical Antipersonalista y a la aparición de los grupos conservadores, que se habían visto muy disminuidos durante la presidencia de Yrigoyen. En 1928 fue elegido senador nacional por la Capital. Ocupando esa banca presentó un proyecto de Código Nacional del Trabajo, que pretendía reunir las leyes laborales existentes en un cuerpo coherente, sumar nuevos derechos laborales y generalizar los ya existentes a todos los trabajadores. También proyectó una ley general de asistencia social.
Fue uno de los autores de la ley de nacionalización del petróleo; primeramente había presentado un proyecto en ese sentido en la Cámara de Diputados, en 1927, y tres años más tarde estuvo a punto de lograr su sanción en el Senado. Distintos autores creen que esa ley fue una de las causas principales del derrocamiento de Yrigoyen.
Tras el golpe de Estado de 1930, Molinari se refugió en la embajada japonesa y luego abandonó la Argentina a bordo de una nave japonesa, rumbo a Santos, Brasil, junto a su familia. De allí se trasladó a París, donde residió algún tiempo. Allí se entrevistó con Alvear, lo que molestó a muchos radicales, que lo acusaban de haber pretendido derrocar a Yrigoyen junto con algunos dirigentes jóvenes del radicalismo; parece haber sido colaborador de Horacio Oyhanarte, ministro de Yrigoyen, en la pretensión de reemplazar al presidente por su vice Enrique Martínez, para evitar el golpe de Estado.
Al poco tiempo de regresar a Buenos Aires comenzó a relaciorarse con los círculos antifascistas de la época, contribuyendo en varias oportunidades en manifiestos contra el racismo y la guerra, dónde sus escritos se harían conocidos entre la juventud universitaria y que le valieron un lugar de gran notoriedad dentro del mundo intelectual argentino.

## Actividad académica y peronismo
Tras su regreso a su país, producido en abril de 1931, fundó una agrupación disidente, a la que llamó “Partido Radical-Gorro Frigio”, para rechazar la reunión de los yrigoyenistas con antipersonalistas; pero el efímero partido, de inspiración nacionalista no tuvo peso electoral. En 1936 colaboró con el coronel Juan Bautista Molina, líder de un grupo de extrema derecha, en un intento de golpe de Estado, cual Molinari afirmó haber redactado el plan político. Preconizaba "la supremacía del Estado en la comunidad y la supremacía de la Sociedad sobre los individuos". Pasó la mayor parte de la llamada Década Infame dedicado a su actividad académica. Fue profesor titular de Historia Económica en la Facultad de Filosofía de Buenos Aires. Su adscripción a la corriente revisionista se hizo evidente a partir de entonces, con la edición de libros que pertenecen claramente a esa vertiente, como Viva Ramírez, de 1937.
Fue partícipe de dos proyectos de revolución contra los gobiernos surgidos del fraude electoral, uno de 1936 y otro de 1941, ambos fracasados antes de iniciarse.
En 1945, al producirse el final de la Segunda Guerra Mundial, los intelectuales y políticos neutralistas y nacionalistas fueron muy atacados por los simpatizantes de los aliados; entre ellos se contó Molinari, quien ya había sostenido posturas en favor de la neutralidad durante la Primera Guerra Mundial. Fue atacado en su cátedra de la Facultad de Filosofía y Letras y debió suspender temporalmente el dictado de sus clases.
Adhirió a la figura de Juan Domingo Perón y colaboró en varios periódicos en apoyo de su candidatura presidencial. Fue elegido senador nacional por la capital por segunda vez, por lo que pidió licencia en la Universidad; no volvería a retomar la docencia. Durante todo su mandato fue el presidente de la Comisión de Relaciones Exteriores del Senado.
El presidente Perón lo nombró presidente de una Misión de Buena Voluntad, que visitaría casi todos los países de América Latina, con la intención de contrarrestar la imagen negativa del gobierno argentino, que esparcía el gobierno de los Estados Unidos en la región. En tal misión visitó México, la República Dominicana, El Salvador, Nicaragua, Guatemala y Cuba.
Formó parte de la reunión de La Habana, en que fue fundado el GATT (Acuerdo General sobre Aranceles Aduaneros y Comercio), negándose a suscribirlo en nombre de su país, actitud que fue confirmada por el Congreso argentino.
En 1950 hizo una breve visita oficial, en nombre del gobierno de su país, a Pakistán, un país que recién había nacido, así como también a Siria, Líbano, Israel y la India.
Tras el derrocamiento del gobierno constitucional de Juan Domingo Perón, Molinari fue perseguido por la dictadura de Lonardi y debió exiliarse en la Embajada de Panamá en Buenos Aires.Sus posturas abiertamente peronistas le valieron la expulsión de sus cargos en la universidad - de los cuales estaba de licencia en el año 1955.

## Obras
- La trata de negros (1914)
- La representación de los hacendados de Mariano Moreno (1914)
- El gobierno de los pueblos (1916)
- El gobierno del Perú, siglo XVI (1916)
- El sofista (1922)
- Un virrey (1923)
- El control internacional del tráfico de armas (1924)
- Antecedentes de la Revolución de Mayo (1926)
- La empresa colombina y el descubrimiento de América (1936)
- Viva Ramírez (1937)
- El nacimiento del nuevo mundo (1941)
- Historia económica (1944)
- La Reconquista (1950)
- La Revolución será agraria o no será (1950)
- La primera Unión del Sur (1961)" Orígenes de la Frontera Austral argentino -Chilena .Patagonia.Islas Malvinas y Antártida"
- Prolegómenos de Caseros (1962)
- Rosas y Southern: el primer encuentro (1962)
- Descubrimiento y Conquista de América (1964)